# Juvanzé
Juvanzé – miejscowość i gmina we Francji, w regionie Grand Est, w departamencie Aube.
Według danych na rok 1990 gminę zamieszkiwało 27 osób, a gęstość zaludnienia wynosiła 5 osób/km².

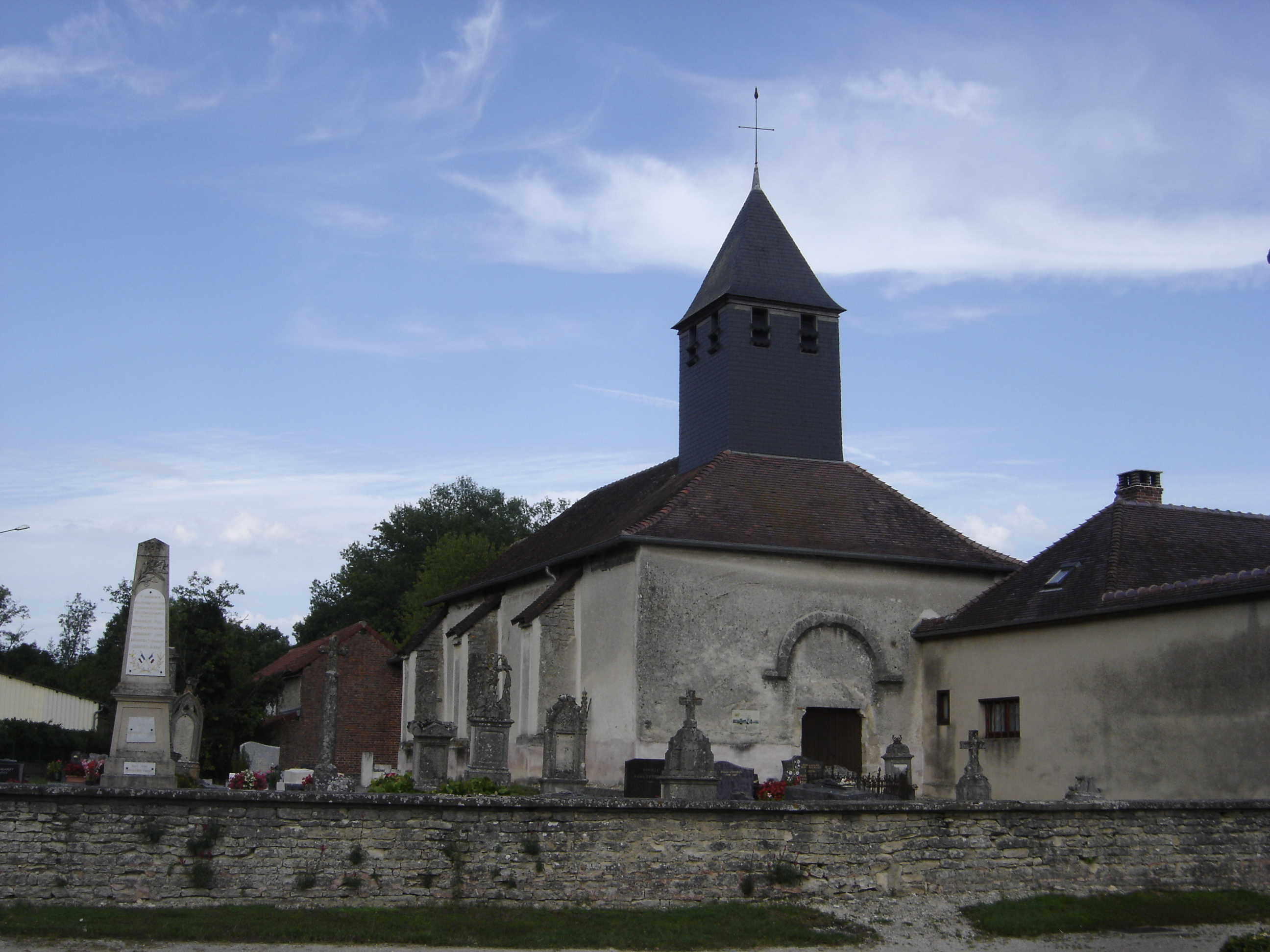
Kościół w Juvanzé, 2009